# 円卓生徒会
『円卓生徒会』（えんたくせいとかい）は、本田透のライトノベル。イラストは大田優一が担当している。スーパーダッシュ文庫（集英社）より2006年12月から2009年11月まで刊行された。また、スピンオフ作品である『円卓三国志』が同レーベルより2009年1月に刊行された。
主人公たちは現代日本の在住ながらふとしたはずみに中世イギリス風の異世界へ飛ばされ、そこでアーサー王としての冒険を行う。その後現代に帰れるようになったので帰ってくるが、かといって異世界での冒険により責任を負う立場となったため両世界を行き来して暮らす羽目に。現代ではやむを得ず、異世界から来た人間をまとめて生徒会の一員にしてしまう。

## あらすじ
ある日、普通の男子高校生・紅龍亜砂の家に天敵・子猫遊鞠の入った宅配便が届いた。鞠はなぜか魔女の格好をしており、手には剣と魔法の杖を抱えていた。

## 登場人物

### アヴァロン東中野の住人
紅龍 亜砂（こうりゅう あさ）
この物語の主人公であり、語り手。ヘタレで気弱でいつもクラスメイトにパシリをさせられていた。しかし初めて異世界を冒険した事で自信がついたのか、夏休み明けに「パシリはしない」と強気に宣言し亜砂をパシリに使っていたクラスメイトを驚かせた。ややシスコン気味で、姉からいろいろなことを経験させられている。あだ名は「ちゅう太」、「ネコアソバレくん」。ひょんなことから異世界の王となってしまい平日は普通の高校生、土日は異世界の王という二重生活を送ることになった。家事全般に優れており、特にカレーが得意。ブリタニアの政権は、亜砂の作るカレーによって維持されているとの発言もある。元キャラはアーサー王。
子猫遊 鞠（ねこみや まり）
亜砂の天敵。男子には自分からは絶対に話しかけない。しかしパシリをさせられていた亜砂に「何でパシリなんてするの?」などと話しかける。性格はちょっとわがままかつ子供っぽい。実は猫憑きの魔女であり、髪から突き出たリボンをほどくとネコミミがついている。男子からの人気も高いが、告白されても全て断っている。また告白した男子はフラれた経験のない奴らばかりだったのでショックのあまり中退したり登校拒否したり奥州に旅立ち出家したりしたらしく、それ以来男子からは恐れられて距離を置かれている。
亜砂の姉のモーガンの素人魔法で召還され、亜砂の下僕になる様に契約させられる。モーガンは、弟の亜砂へ誕生日プレゼントとして鞠をメイドと称して送った。しかし鞠自身は、亜砂を自分のペットにすると言い出す。魔力はかなり高く、水中に沈んでいたキャメロット城を浮上させることすらできる。初期は魔力は高いもののその扱い方を知らないために魔法使いとしての活躍は少なかったが、最近は徐々に名実ともなう大魔法使いに成長しつつある。元キャラは魔術師マーリン。
ラーンスロット
円卓の騎士の初期メンバーの1人にしてブリタニア政権の外交担当。聖剣・アロンダイトの使い手でその実力は騎士団最強。フランス出身でブルターニュのアンヌ女王の義理の娘。実の母親は湖の妖精・ニミュエと呼ばれる女神であり、半神半人の存在。背中に天使のような翼を持つが普段は隠している。その聖眼を直視できる男性は亜砂とオメガのみ。世界を救う救世主として育てられたため責任感や使命感が強く、真面目で純粋な性格。ただ精神的に強いように見えてやはり年相応の少女であり、世間の期待という重圧と戦っていた。かなりピンチに弱いところがあり、限界に達すると二頭身キャラとなって悲観的なセリフを口にしながら草むしりを始める。また、愛する亜砂に関しては人格が変わり、天然かつ一途な性格を発揮して亜沙に過剰な愛情表現で迫りあの手この手で（無意識に）誘惑する。一途ゆえに嫉妬心も強く、亜沙に迫る他の女には実力行使も辞さない。ついには独力で亜砂との子として、ガラハッドを出産した。元キャラはランスロット。
ガラハッド
ラーンスロットが出産した女の子。名前の由来は、ラーンスロットの幼名から。ラーンスロットが言うには亜砂との子供ということだが、亜砂には全く身に覚えがない。ガーウェインらの証言によれば、ラーンスロットから分裂するように生まれたとのこと。まだ言葉は喋れず台詞は「あうあう〜」が大半を占めるが、亜砂のをまもる騎士として活躍。4巻でまる1冊掛けた冒険を3行で解決するという活躍をしており、ガーウェインは巻末で「パワーバランスが崩れすぎだ」と発言している。元キャラはガラハッド卿。
ガーウェイン
円卓の騎士の初期メンバーの1人にしてブリタニア政権の軍事担当。魔槍・ガラディンを得物とし、午前中のみ魔力が倍増して通常の3倍の強さとなる。アルバ出身でオークニーのモルゴス女王の長女。この世界では男装にあたる男性用のスカート・フェーリアを着用している。男勝りで気がいいが、喧嘩っ早いのが玉に瑕。幼い頃は女の子らしいところがあったが家族を守るために少女騎士となる。小麦色に日焼けした肌をしているが、服を脱ぐと明らかになるようにもともとは色白。4年連続で騎士トーナメントの決勝でラーンスロットに敗れて準優勝に終わったため、ラーンスロットをライバル視している。亜砂のカレーが大好物。生き別れた妹・ガレスとモードレッドを探している。元キャラはガウェイン。
トリスタン
円卓の騎士の初期メンバーの1人。魔弾・ザミエルの矢の射手でその実力はラーンスロットに次ぐ。エリン出身でリオネスの王女であったが、リオネス水没後は双子の妹であるイゾルデと共に叔母であるコーンウォールのマーク女王のもとに身を寄せる。いつでも絶望しており、何かにつけて悲観的なセリフを言う。影が薄いのを気にしている。楽器の演奏も得意としている（ただし演奏すると低気圧を呼び寄せ、聴く者のトラウマを掘り起こして無理やり絶望させるオマケつき）。もともとブリタニアの内政を担当する予定だったがケイに役職を奪われる、主人公なみの活躍をするはずの巻でいつのまにか脇役になりさがる、ボーマンには名前を覚えてもらえないと作者からも扱いが不遇であることを嘆かれている。一度はクスリの力でトリップし、イゾルデをめぐって亜砂ら円卓の騎士団と対立した。そして、正気の戻った後も引っ込みがつかなくなりランサーに従いエリンの代表として亜砂らと戦ったりもした。現在ではもとどおり円卓の騎士団に復帰。亜砂に対して、「なにがおころうとも、自分だけは裏切らないで側にいる」と発言している。イラストレーターの大田からは愛されており、巻末のオマケ漫画では大いに活躍している。元キャラはトリスタン。
ボーマン
ネス湖でドルイドをやっていた天然、癒し系の少女。常に微笑んでいるために目が一本線で描かれている。魔術において卓越した才能を持っている。剣術においてもかなりの素質があり、かなりいい加減な呪文でも魔法を使用可能。ただドルイド僧であるため相手を攻撃できないという制約があり、戦闘における活躍はしていない。もともと捨て子だったところをドルイドに拾われる。ガーウェインとの血縁関係はないがガーウェインからは「俺の妹」として扱われている。なお、正式な円卓の騎士リストには真名である「パーシヴァル卿」として登録されている。
グィネヴィア
愛称はネヴィ。外見年齢は6歳ほどだが2万年近くキャメロット城で眠り姫をやっていた。自分を目覚めさせた亜砂の奥さんを自称している。99の秘密武器を有し彼女の存在自体が一種の生物兵器であり、設定上は武力100。数値だけ見ればラーンスロットを上回る強さを持つ。普段は亜砂たちの通っている高校の近くにある小学校に通学している。元キャラはアーサー王の王妃・グィネヴィア。

### ブリタニア
イゾルテ
ブリタニアのコーンウォールのプリンセス。生まれはエリンであるが、コーンウォールのマーク女王の養子となっている。円卓の騎士・トリスタンの双子の妹。ちゃっかりとした性格で、ブリタニア王妃の座を狙って亜沙に求愛する。治療魔法の達人。もともとは内向的でトリスタンの影に隠れるようにしていたがリオネスの沈没後、トリスタンの分まで明るく振舞おうとして現在の性格になった。少女騎士ではなく現在日本の生徒会にも所属していないため本編での出番は少ないが、トリスタンともども巻末のおまけ漫画のレギュラーキャラである。
ケイ
円卓の騎士の1人にして、ブリタニア政権の内政担当。地元・コーンウォールの少女騎士であり、魔力が低いために騎士トーナメントでは結果を残せないものの純粋な剣術勝負なら世界最強クラスの達人。職務に厳格かつ潔癖症で、異性にだらしのない亜砂を「びびびび」の効果音とともによく平手打ちにしている。普段は公私混同を避けるため亜砂につれなくしているが、亜砂を手のかかる弟のように感じている側面もある。ハギスのように可愛らしい小動物が好きである。元キャラはアーサー王の義兄であるケイ卿。
ベディベア
亜砂の身の回りの世話をするため、ケイから叙任された少女騎士。「少女」というより「幼女」であり破格に若いが、これは亜砂と間違いをおかさないようにとのケイが配慮したため。元キャラはベディベア。

### フランス
ボース
ラーンスロットの従妹。極度の恥ずかしがり屋らしく、常に前髪で目を隠している。口癖は「すいません、すいません」で、気弱なキャラ。ただし、怒ると怖い。たいていは文官のような服装をしているが、フランスの近衛兵長を任されている。トリスタンたちには及ばないもののそれなりに強い。また弱気な印象を受けるが、ザドックをやり込めたりとなかなかしたたかな面もある。元キャラは、ラーンスロット卿の従弟・ボース卿。
ライオネル
ボーズの姉。鉄仮面をかぶり顔を隠している。これは、妹であるボーズが自分をさしおいて近衛兵長を任されていることに屈辱を忘れないため。頻繁に、「姉よりすぐれた妹はいない!」とのたぐいの台詞を言う。もっとも、別に妹であるボーズを憎んでいるとか嫌っているわけではない。むしろライバルとして認めつつ、愛しているようである。
エクトル
ラーンスロットの妹にしてフランスのブルターニュのプリンセス。ただし母親が女神であるために半神であるラーンスロットとちがい、完全な人間。ラーンスロットを慕っており、ラーンスロットをストーキングする能力においては他者の追随を許さない。亜砂にはいい感情を持っていない。元キャラはランスロット卿の弟、エクター・ド・マリス卿。
リシュリュー
フランスの宰相である、今年で30歳になる才女。若い頃はドルイドの僧院で禁欲的な生活をしていた切れ者の才女だが、マリーの自由っぷりに悩まされている。元キャラは三銃士に登場する同名のフランス宰相から。大抵のキャラの元ネタがアーサー王関係である作品においてやや異質。
マリー女王
フランスの女王にして、元世界最強の少女騎士。現在でも剣術のスキルは衰えていないらしくペロペロキャンディーを武器にしてラーンスロット、ガーウェインと三つ巴の戦いをしてのけている。また、サッカーボールくらいの大きさの岩でできたサイコロを4つ同時に放り投げる腕力も。ハプスブルク家の血を引く名門であり、飢饉のときに「パンがなければお菓子を食べればいいんじゃない?」と発言して国民の怒りをかったりもしている。イゾルデからは「マリー陛下は優しすぎて政治には向かない方」と言われており、現に2巻において反ブリタニア派を食い止めることができなかった。これまでたいした活躍もなく、イラストすらなかったのに意外にも7巻の表紙を飾るという大役を果たしている。

### アルバ
アグラヴェイン
ガーウェインの妹。印象としては、どこかロボットめいたところがある。ガーウェインを非常に尊敬しており、姉がラーンスロットの下風に立つことが我慢できないようである。またガーウェインがラーンスロットと馴れ合うことを嫌い、争いのタネを撒いている。ガーウェインからの愛称は「ラヴ」または「ラヴやん」であるが、他の人間に愛称で呼ばれることを嫌う。元キャラはガウェインの弟・アグラヴェイン卿。
ガヘリス
ガーウェインの妹。少女騎士となった姉たちと違い、プリンセスとしての教育を受けている。ガーウェインからの愛称は「リズ」。オークニーは貧乏なので、いつもおなかを空かせている。元キャラはガヘリス卿。
モルゴス女王
アルバのオークニー城の女王にして、ガーウェインたちの母親。5女の母親だが、見た目は20代くらいの赤毛のお姉さん。とても怖いらしいが、詳細は不明。
プリシラ
アルバのアーカード城の城主。ダーク・プリンセスと呼ばれて恐れられる、長いぼさぼさの黒髪で表情を隠した病的に白い肌の少女。一人称はなぜか「拙者」。人を怖がらせるのが趣味。呪いによってハーフ・ゴーストにされており、初めて自分を怖がらなかった男である亜砂を誘惑する。
ペルシラ
プリシラの双子の姉でアーカード城の少女騎士。1500年ほど前に聖杯探索に赴くもその途上で呪いを受け、プリシラと共に聖地守護の任に就いていた。

### カムリ
プリンス・オメガ
君主は女でなければならないというケルト世界において、例外的に男の支配者。聖槍・ロンギヌスを所有する。ラーンスロットの元婚約者であったが、ラーンスロットがオメガを嫌い少女騎士になったため婚約は解消した。亜砂を敵視している。なぜか、鏡子と顔がそっくり。
モードレッド
オメガの妹にしてカムリ唯一の少女騎士。かなりのマゾヒストで、初対面の亜砂に自分を鞭で打つことを依頼したりする。コーンウォールがエリンに併呑されることを邪魔するため、オメガによりイゾルテ争奪戦において亜砂の元に派遣された。のち、指揮系統を一本化するために円卓の騎士入り。オメガより借りた聖槍・ロンギヌスの使い手でもある。最近は亜砂の通う学校にも出現し始め、学園祭ではモードレッドがひたすらマゾの快楽に溺れる「薄汚れたシンデレラ」という一人芝居を上演。途中でブチ切れた鏡子の乱入もあったが、亜砂たちの演劇よりも生徒を盛り上がらせていた。なぜか、短編集『nano』においてはアルバのプリンセスという設定になっていた。元キャラは反逆の王子・モードレッド卿。

### エリン
ランサー
ケルト世界において、珍しい男の為政者。並外れた巨体に生まれたため、母に愛されずに育つ。その巨体にコンプレックスを抱いているらしい。かなりの早熟だったようで、5歳の時点で世界を救う旅に出たりして外見からは想像がつかないが現時点で15歳、亜砂より年下である。イゾルテ争奪戦以後は亜砂を尊敬しており、一方的に亜砂と義兄弟の契りを結ぼうとした。
ラモラック/モロルド
魔法も剣もできる魔法騎士。ケルト世界では邪教とされる東方の一神教に由来する魔術を使うことができる。普段はモロルドとして左目に眼帯をした幼女の姿をしているが、本体であるラモラックは20半ばの美女。ランサーが胸の大きな女性を苦手としているため幼女の姿をとっていると思われる。また生き別れた妹がおり、姉妹が仲良くしているのを見るとイライラするとのこと。ボーマンの天真爛漫さに癒されて、徐々に優しい性格になって来ている。なお、元キャラである円卓の騎士・ラモラック卿は同じく円卓の騎士であるパーシヴァル卿の兄とされることが多い。一方の元キャラ、モロルド卿はアイルランドの騎士。

### その他
ザドック・アンデルセン
喪男集団・インスマス海賊団のボス。亜砂と鞠がケルト世界に現れた当初から海賊や、プリンス・オメガの手先の傭兵として悪党キャラを務めている。一方では安住の地のないインスマウスの部下を養うために、騎士トーナメントの司会者なども手がける面倒見のいい親分でもある。
デーン地方の貧しい漁村に生まれ、海賊の略奪や女性からの嫌悪に苛まれる人生に絶望し、人間を捨てて半魚人族インスマウスとなった。しかし唯一自分のことを嫌悪の目で見なかったというボーズ（もっとも、前髪で目は隠れている）に心を寄せており、裏切られながらもその思慕によって人間らしさを取り戻しつつある。
インスマウスの例に漏れず周囲の環境と女性からの嫌悪に苦悩しており、作者である本田透の投影の著しいキャラクターであり、彼がヒーローと敬う毒薬仁太郎（ジョージ秋山の漫画作品の登場人物）と同様の口調（「オリはよう…」「…だじぇ」等）で会話する。
元キャラは本田透の著書『喪男の哲学史』でも取り上げられているデンマークの童話作家アンデルセンであり、泣ける童話を書くという特技も持つ。
セーレン・キルケゴール
ザドック・アンデルセンの率いるインスマウス海賊団の副長。海賊を営むインスマウスに似合わず倫理感の強い人物で、たびたびザドックやモロルドを諌めている。
元キャラはアンデルセンと親交のあったデンマークの哲学者、キェルケゴールであり、「死に至る病……それは絶望」などの辛気臭いセリフを吐く。
ハムレット
亜砂の通う学校で「学園祭の主」として恐れられる怪人。お気に入りの女子生徒に演劇のヒロインを演じさせ、断ると「世界一臭い缶詰」として恐れられるシュールストレミングを送りつけるという嫌がらせを繰り返していた。
その正体はインスマウス、かつてザドックたちを率いていた首領だったが、聖具である聖槍ロンギヌスを盗んだ際に現代世界に飛ばされてしまい、女子高生という存在にほれ込んだことから滞在を続けている。
ドゥン・スタリオン
ケルビーと呼ばれるアルバの森林に住む馬の妖精。キザな口調のフェミニスト。
ザミエル
トリスタンの使用する「魔弾」を製作するイケメン技術者。

### 現代世界
伊達 鏡子（だて きょうこ）
亜砂たちの通っている学校の元生徒会長。鞠の従姉にして、元鞠の許婚。家の方針で男として育てられたため、鞠も永らく鏡子のことを男だと思っていた。当然、女であるため鞠との婚約は解消している。なぜか、カムリのオメガと顔がそっくりである。また当初は亜砂のことをちゃんと「紅龍亜砂」と読んでいたのだが、途中から名前を頻繁に間違えるようになった。自分と同じ顔をもったモードレッドに苦手意識を抱いているが、Mのモードレッドは自分をいじめてくれる鏡子のことを好いている様子である。元キャラは、本田の『アストロ!乙女塾!』に登場する伊達鏡子。『円卓生徒会』が、『アス乙』とリンクしている可能性を示す唯一の人物でもある。
磯田くん（いそだ-）
昔、亜砂をいじめていたクラスメイト。今は改心し、ガリ勉となっている。微妙にサカナっぽい風貌のキモメンであり、ザドックと瓜二つである。そのため現代世界に迷いこんだザドックを生き別れの兄だと思い込んでいるらしい。
紅龍 モーガン（こうりゅう もーがん）
亜砂の姉。現在は伊豆の研究所に篭もっている。母親がスコットランド人であり、どうやら亜砂とは母親が違うらしい。亜砂への誕生日プレゼントとして鞠をメイドと称して送った。亜砂を虐める、もとい溺愛している。専門は科学であるが、学と名のつくものならなんでもできる才能を持つ。また象形文字の様な独特な字を書き、弟の亜砂のみ理解可。魔力は持っていないが、科学の力により事前に魔法陣を書いて準備しておけば擬似的な魔法を使用可能。また魔眼の持ち主で、ラーンスロットの聖眼を圧倒する威力を持つ。亜砂が幼い頃から「将来日本が沈没したら必要になるから」という理由で古ゲルマン語などの特殊な言語を教え込んでいたが、どうやら将来的に亜砂がケルト世界に行くことを見越していたフシがある。また、亜砂がケルト世界で王になったことについても思うところがあるようである。元キャラはアーサー王の異父姉にして魔女、モーガン・ル・フェイ。
鞠パパ/鞠ママ（まりパパ/まりママ）
鞠の両親。現金は持っていないが、土地・証券等の現金以外の財産を有するセレブ。2人とも（表面的には）非常に穏やかで、どうして鞠のような傲慢・高飛車な娘が生まれたのか亜砂は疑問に思っている。ただ穏やかに見えて鞠ママの方は亜砂の前ではともかく、鞠パパに対して暴力的なツッコミを入れている描写があり鞠パパを完全に尻にしいているようである。もともと、猫憑きの魔女だった鞠ママとそのマスターだった鞠パパが恋に落ちて結婚したようである。その際、鞠パパは鞠ママの魔力を使い切らせたため猫耳を消滅させてしまったことを今でも悔いている。なお、若い頃の鞠パパと同様にげっ歯類を思わせる気弱な態度をとっているという理由で亜砂に対して好感を抱いている。

### 円卓三国志の登場人物

#### 劉備陣営
劉備玄徳（りゅうび げんとく）
本作の主人公。むしろをあむことと、加來飯（カレーに似た料理）を作らせれば右に出る者はいない腕前ながら、政治力や戦闘能力はまったくなし。ただ、むやみやたらと人望が高い。たまたま劉姓だったことから義勇兵のリーダーにまつりあげられてしまう。元キャラは劉備と『円卓生徒会』の紅龍亜砂。
諸葛鞠孔明（しょかつまり こうめい）
中華最高と名高い知力100を有する軍師。父親が妖怪であり、頭頂部にネコミミがついている。わがままな性格から就職に失敗し、ひきこり生活をしていたが劉備の「三顧の礼」に応え劉備軍入り。もっとも、知力100には偽装表示の疑いも持たれており、行動を見る限りあまり賢そうにはみえない。元キャラは諸葛孔明と『円卓生徒会』の子猫遊鞠。
関羽雲長（かんう うんちょう）
劉備の義兄妹の契りを結んだ少女侠客。羅馬（ローマ）の血を引いており、金髪碧眼に水兵服に身を包んでいる。特に理由はないが、劉備に一目惚れしてしまっている。知力は30と低めで、思い込みが激しい性格。まったく性交渉がなかったのに関わらず、阿斗を自分と劉備の子供と思い込み、執拗に認知を迫る。元キャラは関羽と、『円卓生徒会』のラースロット。
張飛益徳（ちょうひ えきとく）
劉備と義兄妹の契りを結んだ少女侠客。劉備が劉姓であったことから、勝手に勘違いし、劉備を義勇兵のリーダーにまつり挙げた張本人。劉備の作った加來飯が大好物で、自分も肉料理が得意。知力10という、作中で最底辺のおバカキャラであるが、単純な戦闘能力ならば関羽をも越える戦士。元キャラは張飛と、『円卓生徒会』のガーウェイン
趙雲子龍（ちょううんしりゅう）
劉備軍の少女戦士。常に絶望しており、思考は常にネガティブ。関羽・張飛ほどでないが武勇に優れ、また知力も80とバランスがとれている。ただ、並外れた不幸キャラのため、献策はことごとく外れており、知力を生かしきれていない。元キャラは趙雲と、『円卓生徒会』のトリスタン。

#### 曹操陣営
曹操孟雁（そうそう もうがん）
漢の大物政治家。知力90であり、皇帝が幼いことから、実質的な権力はすこぶる高い。ただ、その傲慢な性格から支持率は低ため、民衆に愛される劉備を婿に取ろうともくろむ。また、女性のおっぱいを揉むのが大好きで、関羽にトラウマを与えた。元キャラは曹操と『円卓生徒会』のモーガン。
夏侯惇（かこうとん）
曹操に仕える少女武将。つるぺたの幼児体型のため、巨乳好きの曹操から寵愛される関羽に嫉妬している。元キャラは夏侯惇と『円卓生徒会』のモロルド。
許褚（きょちょ）
曹操の親衛隊長。無口であるが、興奮状態では独特のなまりがでる。筋肉質の巨漢であるため、巨乳好きの曹操からの寵愛はいまいち。元キャラは許褚と『円卓生徒会』のランサー。

#### 孫権陣営
孫権（そんけん）
少女ながら、呉の当主。生真面目な性格でドS。もともと孫家の血筋はだいたいドMと相場が決まっていたため、家臣団との折り合いは悪い。元キャラは孫権と『円卓生徒会』の伊達鏡子。
周瑜（しゅうゆ）
呉の都督。諸葛鞠孔明と対抗しうる知力の持ち主。巨乳であるため、孫権の「小胸」（しょうきょう）に対し、「大胸」（だいきょう）と呼ばれる。もとは先代当主である孫策の不良仲間だったが、孫策亡き後は酒に溺れる自堕落な生活をしていた。曹操が女性の胸を揉むのが好きと言う変態だと聞き、自分の胸を守るために立ち上がる。元キャラは周瑜と、『円卓生徒会』のラモラック。
孫向香（そんしょうこう）
孫権の妹。ドMな性格であり、誰かに虐められるのを望みながらも、その身分のため誰にも虐められないというジレンマに苦しんでいる。元キャラは孫夫人と『円卓生徒会』のモードレッド。
魯粛（ろしゅく）
以前は海賊のボスだった魚顔のキモメン。人でも魚でもこだわらない性格の孫策によって徴用される。孫策の死後は文官にハバにされ、一時は辞職も考えていた。赤壁の戦いでは、諸葛鞠孔明と周瑜の間の調整役を勤めた苦労人。元キャラは魯粛と、『円卓生徒会』のザドック・アンデルセン。
諸葛瑾（しょかつきん）
諸葛鞠孔明の兄。父親が妖怪だったため、人語を操る馬そのものの容姿をしており、背中に人間を乗せて移動も可能。やはり、些事にこだわらない孫策によって徴用された。元キャラは諸葛瑾と『円卓生徒会』のドゥン・スタリオン。

#### その他（円卓三国志）
公孫賛、陶謙、呂布
徐州を「敵将」に奪われた劉備が曹操陣営に拾われた時点で、没落していた将軍たち。名前だけの登場。過去に劉備を召抱えていた、という共通点がある。
三国志では、「陶謙没落→劉備が徐州から追われる→呂布没落→劉備が左将軍になる→公孫賛没落」という流れだったが、本作では「三将軍没落→劉備が徐州から追われ、左将軍になる」という流れになっている。
袁紹
名前だけの登場。曹操曰く「ツインロールのツンデレお嬢様」。

## 世界
ケルト世界（ケルトせかい）
亜砂達の冒険の舞台となる世界。エクスカリバーの柄にある起動スイッチを押す事によって、アヴァロン東中野の露天風呂とつながる並行世界。アングロサクソンによるイングランド征服が生じていないため、いまだケルト人がイングランドを支配している。物語の舞台となるブリテン島はいまだ統一政権がなく、小国が乱立している。また、中世に流行したY死病による男性が激減により人口が大幅に減少した。しかも少女騎士になってしまうと結婚ができないため、ただでさえ人口のすくない貴族階級はあと100年持たないのではないかといわれている。さらに原因は不明だが、そもそも子供、特に男の子が生まれにくくなっている。なおこの世界では男性は体が弱く、ボーイズラブに走ったりインスマウスになってしまったりしていることも人口減少に拍車をかけてしまっている。そのため女性の地位が男性より高く、為政者の大半は女性。この点で、カムリとブリタニアは少々異質である。
ブリタニア
ブリテン島の東南部。ケルト世界ではアングロサクソン人による支配がされていないため、「ブリタニア」というローマ時代の呼び名がそのまま残っている。現実世界のイングランドに相当する地域。キャメルフォードに合った伝説の剣・カリバーンを抜いたことで亜砂はここの王となった。なお、コーンウォールはブリタニア王とは別に女王がいる。これは、そもそもブリテン島において統一政権が存在せず小国乱立となっているため。
コーンウォール
ブリタニアの南西部。いまだ統一されていないためブリタニアと別に女王が統治している。円卓騎士団の本拠であるキャメロットはこのコーンウォールにある。日本の尾張兵のように、コーンウォールの騎士はブリテン島最弱と呼ばれている。所属する騎士はケイのみであり彼女自体トーナメントで勝ち残れないため、これが地雷となっている。ほかには、騎士ではないがイゾルテもここに所属している。
アルバ
ブリテン島の北部。現実世界のスコットランドに相当する地域。現実世界と異なりスコッティに征服されることなく、ケルト人の一種である、ピクト人がこの地域を支配している。なおケルト世界においてピクト人という表現は蔑称表現であるようで、ガーウェイン曰く「自分たちのことは「ハイランダー」と呼べ」とのこと。ガーウェインはここのオークニー地方の出身。もともと土地が痩せていることと気候の変化により深刻な食糧危機に襲われており、オークニーでは貴族階級であるはずのガーウェイン達家族ですらお腹をすかせている。住民の殆どはガーウェインのファンでありいつの日かガーウェインがフランスの騎士・ラーンスロットを倒す名誉を得ること、またトーナメントで得られる莫大な賞金を得ることができる日を夢見て窮乏に耐えている。またラグナロクは北から始まるため、最も早く滅びる可能性がある国でもある。
カムリ
ブリテン島の西部。現実世界のウェールズに相当する。なお「ウェールズ」という地名はアングロサクソン人に追われたケルト人が追い込まれた異邦人（ウェールズ）の居住地から来ているが、そもそもケルト世界ではアングロサクソン人の征服が存在しないためそれ以前の名称が残っている。女性が権力を握っているケルト世界において、男性が支配するという例外的な国。そのため、よそからは「野蛮な国」と呼ばれている。所属する人物は、オメガやモードレッドなど。
エリン
ブリテン島の西側にある島。現実世界のアイルランドに相当する。人間より妖精の方が数が多く、またエリン王家は少女騎士でなくドルイドの家系によって支配されている。はるか昔、コーンウォールに住んでいたケルト人が移住して建国されたという歴史がある。女王が支配する国でありながらも、ランサー王子がそれなりに権力を握っている国。もともと、ランサーと不破だったため亜砂のブリタニアと敵対していた。トリスタンやモロルドが所属する。
リオネス
コーンウォールとエリンの中間にあった島国。トリスタンとイゾルテの故郷。災害によって、一夜にして海の底に沈んでしまった。
フランス王国
ブリテン島の南に位置する国。中世に少女騎士が建国した国。世襲制ではなく、少女騎士のなかから選挙で女王を選出する政治システムをとっている。グルメの国であり、文化的にもブリテンより進んでいる。なお、ラーンスロットはフランスのブルターニュのプリンセスである。
ティル・ナ・ノグ
「常若の楽園」。ケルト世界における天国のようなもの。ラーンスロットやガーウェインは平和な現代日本をさして「ティル・ナ・ノグのような国」というような表現をすることが多い。ボーマン曰く「昔のドルイドたちはティル・ナ・ノグを信じていたけど、今は文明が発達したからそうでもない」とのこと。
JAPAN
現実世界をさして、トリスタンたちが使う表現。

## 用語

### 武器
エクスカリバー
亜砂の姉・モーガンが鞠とセットで亜砂に送りつけていた魔剣。現実世界とケルト世界を結ぶ鍵となるアイテム。もちろん鍵としての役割にとどまらず、武器としても使用可能。インスマウス戦では剣から雷撃を放ち、巨大化したザドックたちを倒した。また、エクスカリバーの鞘には所有者の怪我を回復させる機能がついている。基本的にエクスカリバーといえば聖剣の代名詞であるが、この作品においては魔剣に分類されている。
カリバーン
キャメロフォードで発見された伝説の剣。これを抜くものはブリタニアの王となることができるとの伝説があった。亜砂が抜くことに成功したが、ラーンスロットと戦ったさい折れてしまった。その後、トリスタンがインスマウスたちに剣の破片を投げて渡したのを最後に存在が確認されていない。
アロンダイト
ラーンスロットの持つ聖剣。三種の聖具の1つ。普段は剣の形をしているが携帯電話サイズにしてポケットにしまう、鞭状に変形させる、またロープ代わりに使用することも可能。また、折れてしまったとしても自動的に修復する機能がついている。元ネタはそのまま、円卓の騎士ラーンスロット卿が所持したとされる剣・アロンダイトから。
ガラティン
ガーウェインの持つ魔槍。ネス湖のほとり、「黒い森」に存在するとされていた。使い手の戦闘能力が飛躍的に増大するというメリットがある一方、ふさわしくない者が触れると雷に打たれるという伝説がある。幼いガーウェインは騎士になると決めたとき、一人で「黒い森」へ乗り込み魔槍を入手した。元ネタは、円卓の騎士・ガーウェイン卿の所持していた剣・ガラティンから。
魔弾
トリスタンの持つ矢。他のキャラとことなり、別に古くからあった伝説の武器というわけでなくザミエルによって製作されている。一本一本が非常に高価であり、100本も買えば一国の国家予算レベルになるとのこと。それだけに威力は絶大であり、空に向かって射た一本が無数に増殖し雨のようにまた軌道を変えながら対象を襲ったりもする。最近は、最新式の「消える魔弾」などが開発されている。
聖槍ロンギヌス
プリンス・オメガの持つ聖槍。三種の聖具の1つ。この槍の繰り出す「災いの一撃」には強力な呪いがかかっており、エクスカリバーの鞘をもってしても治療は不可能。また、エクスカリバーの雷撃を打ち消す力がある。現在はオメガの妹・モードレッドが所持している。
聖杯
三種の聖具の1つ。他の聖剣・アロンダイト、聖槍・ロンギヌスと異なり現在誰の所有物でもなく、またそもそも存在が確認されていない。三種の聖具はいずれも神々が作った兵器であるが聖杯は特に重要なアイテムであり、この世界を救うために必要な究極のマジックアイテム。これを手に入れるためには聖剣・聖槍、神の血が必要であり、汚れなき純真な騎士のみが聖杯を手にすることができるとされる。

### 魔法関係
魔力
魔法を使用するのに消費する、一種の精神力のようなもの。本作においてはたんなる魔法を使用するさいのエネルギー源としてのみならず、騎士たちも戦闘において使用する。もっとも戦闘中に魔法をとなえる時間はあたえられないため、ラーンスロットたちは武器に魔力を流し込んで一撃に込めるパワーやスピードを上昇させている。戦闘において魔力の多寡はかなり重要な要素を占めている。たとえば、単純な剣術においては最強クラスであるケイがトーナメントで好成績を残せないのは魔力が低いため。対してラーンスロットは魔力95を筆頭に、強い騎士ほど魔力が高い（ガーウェインは午前中のみ魔力90で、午後は魔力30）。ただし通常の武器では彼女達の魔力流し込まれると壊れてしまうため、アロンダイトやガラティンのような特殊な武器が必要となる。
聖眼（せいがん）
ラーンスロットの持つ特殊能力。視線に魔力が込められており、特に男性に対して威力を発揮する。具体的な効果としては男性は聖眼の持ち主とプレッシャーがかかり目を合わせることができない、また無理に眼を合わせようとすると眼が潰れるような苦痛に襲われる。特にコンタクトレンズや眼鏡をしている場合、レンズが力を一点集中してしまうためより悲惨なことになる。原理的には、「男ならば、魅力的な美女に見つめられるとドキドキする、落ち着かない」というのを最高レベルにまで高めたもの。一応、女性に対しても圧迫感を与えることができないわけではない。ただラーンスロットはこの聖眼の威力をコントロールできず気合を込めて威力を高めることはできるようであるが、威力を弱める等の調節ができないため現在のところ聖眼と眼を合わせられる男性は亜砂とオメガのみである。他に、ラーンスロットの母親・ニミュエがこの聖眼を持つ。
魔眼（まがん）
モーガンの持つ特殊能力。作品中は邪眼とも言われる。亜砂曰く「白いプレッシャーを掛けるラーンスロットに対し、魔眼は黒いプレッシャーを掛ける性質を持つ」とのこと。別にモーガン自身はなんの魔力も持っていないため、原理的には「単に非常に目つきが悪い」こと以上のものではない。ただしその威力は凄まじ、ラーンスロットの聖眼と対決した際、軽々と聖眼を撃破してラーンスロットを弾き飛ばして見せた。
猫憑き
子猫遊の家系の女性に現れる形質。魔法を使わないでいると体に魔力が蓄積され猫耳、尻尾などが生える。それでも魔力を放出せず溜め込むと、やがては完全な猫になってしまうという呪い。伝統的にマスターに仕え、魔法を使用することで完全な猫化を回避することになっている。現在では子猫遊の家の魔力が低下してきたため、完全に猫になってしまうことはそうそうない。鞠ママなどは少々魔法を使っただけで魔力を使い切ってしまい、猫耳が消滅してごく普通の人間となっている。しかし鞠は異常に高い魔力をもっているため、ちょっとやそっとの魔法を使った程度では呪いが解けない。
契約（ゲーシュ）
鞠が亜砂を裏切らないようにと、モーガンが鞠にかけていた。亜砂の命令には逆らえず、亜砂が命令口調で喋るだけでもそれに従わなければならないといった呪いめいたもの。現在では鞠によって解除されている。

### その他
アヴァロン東中野（アヴァロンひがしなかの）
もとは学生寮だったが現在は学生寮を廃業しており、管理人の孫にあたる亜砂が一人で生活していた。売りは庭に設置された露天風呂。この露天風呂の石材はストーンヘンジで利用されていたものを再利用したものであり、ケルト世界と現代日本をつないでいる。現在では、建物をケルト世界の円卓騎士団のメンバーが日本に滞在中の宿舎として利用している。なお鞠も「ランスと亜砂を一緒にさせておくわけにはいかない」という理由で同居しており、実家には週末のみ帰宅している。5巻の見取り図によれば1階は居間、キッチンなど家族の生活空間、2階部分が各人の個室になっている。内訳は202号室にラーンスロット、203号室にガーウェイン、204号室に鞠、205号室にネヴィ、206号室に亜砂で201と204号室は空き部屋。ただ、例外的にトリスタンのみ3階の屋根裏部屋に自室がある。
Y死病
ケルト世界で猛威をふるった伝染病。男のみが発病し、しかも致死率はきわめて高いとのこと。現在ではワクチンが開発されたのだが、それまでにケルト世界は大幅に人口が減少することとなった。ネズミを媒介にして感染する。
少女騎士
Y死病によって減少した男性の代わりに結成された女性による騎士団。現在のケルト世界の一般的軍人階級である。過去にアングロサクソン人の侵略を食い止めており、戦力的にはそれなりのものであるようである。貴族のみが少女騎士になることができるが。少女騎士になってしまうと結婚ができなくなる。この少女騎士に対する結婚禁止がY死病とならび、ケルト世界の大幅な人口減少の要因となった。現在では亜砂のブリテン王就任によって、少女騎士の結婚自由化が政策として打ち出されている。
インスマウス
ケルト世界に存在する亜人。海中に適応した半魚人族で、エラ呼吸など水陸双方への適応、細胞分裂による単為生殖、驚異的な遊泳能力や頑健さといった能力を持つ。さらには融合して身長五メートルほどの巨人と化すことも可能だが、自我とヒトとしての理性を放棄することで著しい苦痛をともなう。
これらの能力を活かして海賊や傭兵として生計を立てているが、出自は大地の呪いによって変貌した男性、もしくは女性に絶望して変異した男性であり、魚そっくりの容貌によって女性に嫌悪され、定住の地を求めて放浪する喪男集団として苦悩している。ボーイズラブに走るローマのイケメンと共に、人口の減少に一役かっている。
ラグナロク
世界の終わりに起こるとされている最終戦争。ドルイドの教義の基本は輪廻転生であり世界もまた生まれては滅び、また再生するとされていたが世界が滅びるさいにはこのラグナロクが必ず起こる。本来のドルイドの教義ではこのようにリセットされ、繰り返される人生により少しずつ「善き存在」になると信じられていた。しかしボーマンによれば現在のケルト世界は「最後の世界」であり、次のラグナロクが起きれば二度と世界は再生されないとのこと。
アルバいも
土地が痩せているアルバでも採取可能な食料。飢餓に苦しむアルバの食事はアルバいもを煮たものと水だけ、ということも珍しくない。
ブライウェン号
亜砂達が冒険に使う帆船。ほぼ毎巻、ケルト世界を動き回る亜砂たちの移動手段として登場する。動力に風の魔法を使用しており、風に逆らって進むことが可能。ただし、連続運転時間は約50時間。それを過ぎると、普通の帆船以上の能力を発揮できない。もとはコーンウォールのマークの持ち物だったが、亜砂のブリタニア王の即位を記念して献上された。

## 既刊一覧
- 本田透（著） / 大田優一（イラスト）、集英社〈スーパーダッシュ文庫〉、全14巻
  - 『円卓生徒会』2006年12月20日発売[3]、ISBN 4-08-630334-5
  - 『円卓生徒会2』2007年3月23日発売[4]、ISBN 978-4-08-630347-7
  - 『円卓生徒会3』2007年5月24日発売[5]、ISBN 978-4-08-630359-0
  - 『円卓生徒会4』2007年7月25日発売[6]、ISBN 978-4-08-630370-5
  - 『円卓生徒会5』2007年9月25日発売[7]、ISBN 978-4-08-630379-8
  - 『円卓生徒会6』2007年12月20日発売[8]、ISBN 978-4-08-630394-1
  - 『円卓生徒会7』2008年3月25日発売[9]、ISBN 978-4-08-630412-2
  - 『円卓生徒会nano』2008年5月23日発売[10]、ISBN 978-4-08-630426-9
  - 『円卓生徒会8』2008年7月25日発売[11]、ISBN 978-4-08-630440-5
  - 『円卓生徒会9』2008年10月24日発売[12]、ISBN 978-4-08-630451-1
  - 『円卓生徒会10』2009年2月28日発売[13]、ISBN 978-4-08-630473-3
  - 『円卓生徒会touch』2009年5月22日発売[14]、ISBN 978-4-08-630487-0
  - 『円卓生徒会11』2009年10月23日発売[15]、ISBN 978-4-08-630513-6
  - 『円卓生徒会12』2009年11月25日発売[16]、ISBN 978-4-08-630518-1
- 本田透（著） / 大田優一（イラスト） 『円卓三国志』 集英社〈スーパーダッシュ文庫〉、2009年1月23日発売[17]、ISBN 978-4-08-630468-9